# باسم البولعابي
بسام البولعابي (مواليد 11 يناير 1984) هو لاعب كرة قدم تونسي يشغل مركز قلب الدفاع، ويلعب حاليًا مع نادي المرسى.

## المسيرة الاحترافية
في 15 يناير 2015، فسخ البولعابي عقده مع النادي الرياضي الصفاقسي بالتراضي. وبعد ثلاثة أيام، خاض أول تجربة احترافية خارج تونس، بانضمامه إلى نادي هانغتشو غرينتاون الصيني الناشط في الدوري الصيني الممتاز. في يوليو من نفس العام، أُلحق بالفريق الاحتياطي عقب إقالة المدرب الفرنسي فيليب تروسييه.

## المسيرة الدولية
في 27 مايو 2012، ظهر البولعابي لأول مرة مع منتخب تونس لكرة القدم في مباراة فوز بنتيجة 5–1 ضد منتخب رواندا لكرة القدم.

## الإحصائيات المهنية
| الموسم    | النادي                   | البطولات | المشاركات (المباريات) | الأهداف |
| --------- | ------------------------ | -------- | --------------------- | ------- |
| 2005–2008 | نادي استاد التونسي       |          |                       |         |
| 2009–2011 | النجم الرياضي الساحلي    |          | 21                    | 1       |
| 2010      | → نادي القصرين (إعارة)   |          |                       |         |
| 2011–2012 | نادي المرسى              |          | 19                    | 1       |
| 2012–2015 | النادي الرياضي الصفاقسي  |          | 59                    | 3       |
| 2015      | هانغتشو غرينتاون (الصين) |          | 16                    | 1       |
| 2016–2018 | نادي استاد التونسي       |          | 21                    | 0       |
| 2018–2019 | حمام الأنف               |          | 24                    | 0       |
| 2019–     | نادي المرسى              |          |                       |         |

## إحصائيات دولية
| السنة     | المنتخب               | المشاركات | الأهداف |
| --------- | --------------------- | --------- | ------- |
| 2012–2013 | منتخب تونس لكرة القدم | 3         | 0       |

## الإنجازات
النادي الرياضي الصفاقسي
- كأس الاتحاد الأفريقي: 2013
- الدوري التونسي المحترف 1: موسم 2012–13

## وصلات خارجية
- باسم البولعابي  على سكروي